# مولاغادي نا بولون
مولاغادي نا بولون (بالإنجليزية: Mulajadi na Bolon)‏ الرب الأعلى للباتاك في سومطرا. وقد خلق الكون على مراحل، ففي البداية خلق ثلاثة أرباب تليه في المرتبة مباشرة. وحتى يخلقهم حضنت زوجته موناك باتبارايا Manuk Patiaraja ثلاث بيضات ففقس منها ثلاثة أولاد وهم: با تارا غورو Batara Guru وسوریادا Soripada ومانغالا بولان Mangala Bulan.